# Kasteel de Dieudonné

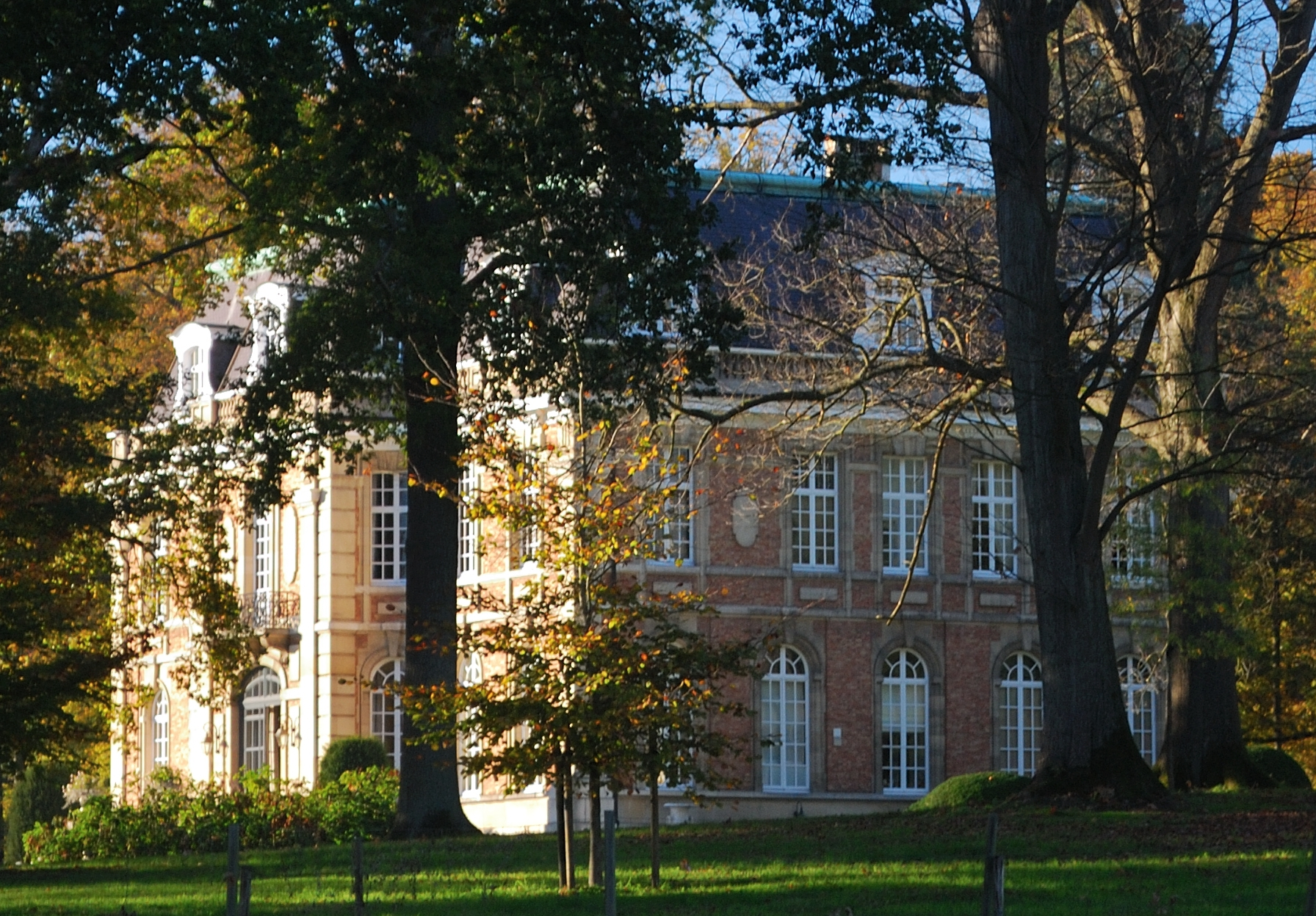
Kasteel de Dieudonné

Het Kasteel de Dieudonné (ook: Korbeeks Kasteel of Kasteel Hottat) is een kasteel in de tot de Vlaams-Brabantse gemeente Bierbeek behorende plaats Korbeek-Lo, gelegen aan Holleweg 3.

## Geschiedenis
Vanouds lag hier de zetel van een heerlijkheid. Het kasteel werd afgebeeld op de Ferrariskaarten (1771-1775) en landschappelijk gezien was hier een vrij steile, op het zuiden gerichte, helling. Het was een U-vormig, op het zuiden gericht, bouwwerk dat zicjh bevond op een omgracht eiland. Iets voor 1830 werd de omgrachting deels gedempt en deels in een vijver in landschapsstijl veranderd.
In 1836 werd het goed aangekocht door Louis-Alexandre de Dieudonné. In 1856 werd een torenachtige folly gebouwd.

Tijdens de Eerste Wereldoorlog, van 5 tot 19 augustus 1914, diende het als hoofdkwartier van koning Albert I. Dit verblijf was de rechtstreekse aanleiding om de vlakbijgelegen Wolvestraat om te dopen tot Koning Albertlaan. Enkele dagen later werd het kasteel door de Duitsers volledig platgebrand.
Baron de Dieudonné liet in het begin van de jaren 20 van de 20e eeuw het kasteel terug opbouwen, echter niet meer aan de vijver maar dichter tegen het bos gelegen.
Het kasteel maakt deel uit van het domein van Hottat te Korbeek-Lo.